# DZ Mafia
Pour les articles homonymes, voir Dzaïr et Mafia (homonymie).
La DZ Mafia (de el-Djazaïr ou Dzaïr, Algérie en arabe) est un cartel de la drogue algérien originaire des quartiers nord de Marseille actif en France et accusé de meurtres, d'assassinats à forfait, de trafics de stupéfiants et d'enlèvements.

## Origines

### Genèse

#### Les frères Laribi
L'histoire de la DZ Mafia prend racine dans le 15e arrondissement de Marseille, à la Cité Bassens. C'est dans ce quartier que grandissent les frères Lamine et Mehdi Laribi. Ils sont originaires d'une fratrie de 5 enfants.
Mehdi a arrêté ses études alors qu'il était tout juste en quatrième au Lycée Professionnel La Floride dans le 14e arrondissement de Marseille où il était considéré comme un élève perturbateur en plus de régulièrement rater les cours. Après son exclusion de son lycée, Mehdi passe un BEP Mécanique mais se fait à nouveau exclure. Après ces évènements, il rentre rapidement dans le monde de la délinquance, il affirme lors de son audience en 2015 : « Et puis j’ai fait beaucoup, beaucoup de conneries. Je fracturais toutes les voitures sur le chemin de l’école pour voler des autoradios et d’ailleurs je les vendais au père de mon collègue. Je ne suis pas un saint, je peux être méchant. Au moins deux cents personnes me veulent du mal. Je suis devenu une racaille ».
En 2007, il est repéré par le réalisateur franco-tunisien Karim Dridi. Ainsi, Mehdi a d'abord été connu pour son rôle de Rachitic dans le film Khamsa (2008), ce qui lui vaudra de garder comme surnom « Tic ». Son frère prend le surnom de « Tac ».
Avec son frère, ils étaient les grands gérants du trafic de drogue dans leur quartier d'origine, un réseau de drogue très prospère vers le début des années 2010 et qui appartenait à un dénommé Fathi Moussaoui (condamné en 2014 par la justice),.
En 2011, les frères Laribi sont arrêtés dans l'affaire du Barbecue Marseillais pour un triple-meurtre sur trois jeunes issus de la Cité des Micocouliers, Sony Albarello, Nouri Oualan et Mohamed Bouhembel. Ces derniers étaient pourtant des proches des frères Laribi mais les ont trahi après une fausse transaction de drogue et sous les ordres du commanditaire Samy Ati. En 2015, Lamine Laribi est condamné à 25 ans de réclusion criminelle pour avoir appuyé sur la gâchette et Mehdi est condamné à 10 ans de prison pour avoir incendié le véhicule avec les corps des victimes à l'intérieur,. Cet évènement, majeur dans l'histoire du narcobanditisme à Marseille, permet de laisser le terrain libre pour des proches des frères Laribi et Fathi Moussaoui de prendre le contrôle de points de deal dans les quartiers nords de Marseille. C'est notamment le cas de Karim Harrat dit «Rantanplan» (extradé en France en 2023 après avoir fui à Dubaï et au Maroc).
En 2021, Mehdi Laribi est libéré après 10 années passées en prison. Celui-ci compte reprendre son terrain, volé par «Rantanplan». Pour ce faire, il s'associe au clan de Marignanne, dont un certain Rachid Ghozal et W.B alias «Fondu» (arrêté en 2021), à la tête du point de deal du Plan d'Aou et de Kalliste. Il s'associe également à un trafiquant de Font-Vert, Mahdi Zermoun surnommé «La Brute». Avec ces associations, l'objectif de Mehdi Laribi et d'anéantir toute l'organisation de « Rantanplan ».
En novembre 2021, la première guerre de la Paternelle est terminée, Karim Harrat dit « Rantanplan » est arrêté à Casablanca, sur la base d'un mandat d'arrêt européen. Avec cette victoire, Mehdi Laribi se constitue un véritable patrimoine de points de deals dans la cité phocéenne avec l'obtention de la Cité Bassen, Kalliste, Maga de la Paternelle ou même les Micocouliers.

#### Mahdi Zerdoum alias «La Brute»
Mahdi Zerdoum est originaire de la cité de Font-Vert. À ses débuts, il est la tête du point de deal au centre de Font-Vert et de celui de la Cité des Marronniers avec son équipe la Cosa Nostra en guerre contre les Corleone.
En 2021, «La Brute» est incarcéré à la prison de Perpignan. Le 22 mai 2025, Mahdi Zerdoum est condamné à trente ans de réclusion après avoir reconnu devant la cour à Aix-en-Provence être l’un des deux hommes qui avaient fait irruption dans un appartement de la cité de la Paternelle, dans la nuit du 27 au 28 juillet 2021. Et il a reconnu avoir ordonné à son complice de tirer sur l’occupant des lieux, Imad, un Algérien sans papiers qui travaillait pour l’un des quatre réseaux de cette cité des quartiers nord de la cité phocéenne. Evoquant les trois autres dossiers judiciaires en cours concernant son client, dont une tentative d’assassinats liée à la reprise violente d’un point de deal d’Aix-en-Provence par la DZ Mafia, l’avocat a expliqué que désormais Mahdi Zerdoum « attend juste l’addition des peines » : « Il ne compte même plus les jours, il n’a pas de perspective », a-t-il conclu.
« Cela fait quatre ans que je suis en maison d’arrêt, dont deux au quartier d’isolement, j’ai quatre mandats de dépôt. Que j’aie ma peine le plus vite possible, je veux passer à autre chose », avait lancé l’accusé mardi à la cour.

#### Mamine & Gaby
Les deux jeunes sont originaires du 14e arrondissement de Marseille.
D'origine algérienne, Amine O., dit « Gsxr1000 », « Mamine », « Mamine Escobar » ou « Jalisco », est originaire des Micocouliers. Il a un petit frère qui se nomme Sabri et est cousin avec les frères Mehdi, alias « Vinch » et Djamel Lekhetari, alias « Djack » de la cité du Parc Corot.
Avant de devenir l'un des chefs de la DZ, « Mamine » a connu une courte carrière de braqueur à l'adolescence dans des bijouteries et des camions de livraisons de cigarettes. Alors qu'il avait réalisé une dizaine de braquages et de vols, il se fait arrêter en 2013 et est condamné à une peine de 10 ans de prison. Il est libéré en 2020. Dans la cité des Micocouliers à Marseille, où il a grandi, il a fréquenté des narcotrafiquants, dont l'ex-petit ami de la star influenceuse Maeva Ghennam qui sera assassiné. « Mamine » est soupçonné ensuite d'avoir rapidement basculé dans les assassinats, en participant notamment à l'organisation de celui du parrain marseillais Farid Tir en 2019.
Né à Niort (Deux-Sèvres), Gabriel Ory, dit « Gaby », a grandi dans le quartier de la Visitation à Marseille. Entré dans le banditisme par les braquages, il est très vite impliqué dans deux meurtres en 2019 : celui du caïd Farid Tir à Marseille, aux côtés de « Mamine » bien que celui-ci était toujours en prison, pour lequel il aurait été payé 300 000 euros par «Rantanplan» pour commettre ce meurtre, et celui d'un indicateur de la police judiciaire de Mulhouse à Kingersheim, une commune alsacienne. Dans ce deuxième dossier, « Gaby » est soupçonné d'avoir été recruté comme tueur à gage et envoyé de Marseille jusqu'à Kingersheim (Haut-Rhin), exécuter cet informateur qui aurait fait capoter une livraison de 11 tonnes de haschich saisies dans l'est de la France le 15 août 2019.
À ce duo s'ajoute un certain Zainou. Les trois travaillent dès 2019 pour «Rantanplan» et commettent tous ces meurtres pour son compte. Mais début 2021, à la suite de désaccords avec leur commanditaire, Mamine et Gaby se séparent de «Rantanplan» et fondent leur propre système de livraison de drogue via Telegram. Cependant, en 2020, Gaby et Zainou ont été mis en examen pour meurtre et tentative de meurtre pour le meurtre à Kingersheim. Quant à Mamine, il est arrêté en janvier 2021 pour le meurtre de Reda, Nassim et Brahim, trois jeunes de Marseille dont les corps ont été découverts calciné dans la nuit du 29 au 30 décembre 2020, et un troisième corps, démembré, a été retrouvé dans celle du 6 janvier 2021 près de Marseille. Ces derniers avait pourtant été envoyés par Bogdan Muresan, alias «Le Roumain», alors en prison depuis janvier 2020, un trafiquant des Micocouliers allié au clan des Blacks géré par Djoussouf Ahamada, alias «Sénateur» et qui était aussi incarcéré, qui avait tué le 21 juillet 2020 «Djack», le cousin de Mamine, ce qui avait énervé ce dernier et qui avait créé un conflit entre les deux.
Malgré leur incarcération, le duo "Mamine" et "Gaby" continuent de s'impliquer dans des conflits à Marseille. Ils s'allient avec les trafiquants des Oliviers A et de Corot pour combattre le clan des Blacks. "Vinch", le cousin de "Mamine", étant le patron du réseau de Corot, Mamine l'aurait aidé à venger la mort de son frère. Après cela, Mamine s'est allié au clan de Marignanne. En 2021, ils prennent aussi part au conflit opposant Mehdi Laribi et «Rantanplan» pour le contrôle du point de deal Maga à la Paternelle. En 2022, Mamine et Gaby, alors toujours incarcérés, le dernier étant à la prison des Baumettes, recrutent plusieurs tueurs à gages pour attaquer la Cité du Castellas, une cité appartenant à un dénommé Nacer, alias «Le Staff». Les recrutés provoquent une véritable guerre sur la cité en causant un nombre important d'homicides. Le 16 juin 2022, en fin de soirée, Serigne Kebe, un haut-placé du réseau de Castellas, est abattu à la kalachnikov. Le 17 septembre 2022, un guetteur de Castellas se trouve devant un bâtiment du quartier quand deux tueurs à moto arrivent et tirent sur lui. Il sera atteint par deux balles mais s'en sort malgré un pronostic vital engagé. Le 18 décembre 2022, c'est au tour de Nacer, le gérant du Castellas, d'être abattu. Deux individus, à bord d'un véhicule, ont ouvert le feu en sa direction. Nacer a été touché par au moins quatre tirs provenant d'un fusil d'assaut type kalachnikov. Il est mort de ses blessures. Avec cette victoire, Mamine et Gaby prennent le contrôle du Castellas et en fond leur quartier principal. Ils y fondent leur propre gang "Castellas Del Jalisco". Avec cette émancipation, ils prennent aussi le contrôle de la Cité de la Visitation et des Aygalades.
Mais, en janvier 2023, Mamine et Gaby mettent leurs tueurs à profit d'une autre organisation criminelle, celle de la Castellane. En effet, les deux auraient été chargés d'envoyer leurs tueurs aux trousses de Mohamed T., un trafiquant notoire de la Castellane et qui était en conflit avec d'autres trafiquants du quartier. Le trafiquant habitant dans une commune de la Costa Brava, en Espagne, Mamine et Gaby ont décidé de s'internationaliser pour remplir des objectifs narco-criminels.
Vers la fin de 2024, Gabriel Ory se fait incarcérer au centre pénitentiaire d'Arles. Ayant déjà écopé de cinq mandats de dépôts criminels, le détenu a été découvert en possession de nombreux smartphones visiblement destinés à poursuivre ses activités illicites malgré son placement à l’isolement. Un pied de nez peu apprécié des agents travaillant à la maison centrale d’Arles, exigeant le transfert immédiat de ce détenu qu’ils jugent extrêmement dangereux. Par ailleurs, Gabriel Ory souffrirait aussi de son incarcération, celui-ci étant en prison depuis ses 17 ans, puisqu'il aurait  tenté de se suicider le 4 juin 2025 alors qu’il venait d’écoper de quinze jours de quartier disciplinaire avec exécution immédiate pour la détention de quatre téléphones. «Il avait caché sur lui deux lames de rasoir, il nous les a montrées à moi et au directeur de la prison et il les a avalées», souffle l’avocate Me D’Arrigo, qui ne connaissait pas l’état de santé de son client ce jeudi après-midi. Le détenu, qui a été hospitalisé à l’hôpital d’Arles, a refusé d’être opéré.
Amine O., après avoir été incarcéré à Marseille, aux Baumettes puis à Valence, a finalement été transféré à Villefranche-sur-Saône. Ce chef de la DZ était très proche de Mohamed Amra, la police ayant découvert des messages entre les deux durant la cavale d'Amra.

### Naissance de la DZ Mafia
Début 2023, un nouveau tag apparaît sur le point du deal du Maga avec un fennec aux couleurs de l'Algérie et des inscriptions comme "DZ jusqu'à la mort". Le nom du cartel n'est pourtant mentionné pour la première fois que le 12 mars 2023 dans une story Snapchat de Mattéo Farina dans laquelle on peut lire : « Voilà la dernière étapes pour tous les ****** qui voudront essayer d'attaquer le pain de la DZ MAFIA » après avoir brûlé une voiture où se trouvait le corps d'un homme dans le 14e arrondissement de Marseille.[réf. nécessaire]
À cette époque, parmi les trois points de deal de la Paternelle, c'est celui de Yoda qui était le plus lucratif. Ce dernier était contrôlé par Félix Bingui, un narcotrafiquant originaire de la Bande des Carmes et associé aux trafiquants de la Cabucelle. Depuis 2022, des tensions naissaient entre les trafiquants du Maga (appartenant aux frères Laribi) et ceux de Yoda avec notamment des fusillades dans plusieurs quartiers liés à ce conflit. L'un des temps forts de ce conflit fut la fusillade du 5 février 2023 avec des échanges de coups de feu à deux reprises, vers 21h puis aux alentours de 23h, commis par des tueurs du Maga contre des membres de Yoda.
C'est à ce moment-là que la tension se cristallise. Il s'ensuit l'un des évènements les plus tragiques de l'histoire du narcotrafic de Marseille avec une guerre de gang violente entre la DZ Mafia et les Yoda.

## Guerres de gangs

### Guerre de gang contre Yoda (2023-2024)

#### Contexte
Auparavant, les deux clans (issus du même quartier) collaboraient au sein de la cité de La Paternelle. En 2020, le contexte stressant des différents confinements successifs a conduit à une augmentation de la consommation de drogues à l'échelle nationale. Ce contexte, ainsi que l'installation d'un "drive" près de l'autoroute A7 a créé des tensions entre les deux groupes.

#### La rixe entre Mehdi Laribi et Félix Bingui à l'origine d'un conflit sanglant
En février 2023, dans une boîte de nuit en Thaïlande, située dans une station balnéaire du sud du pays, Mehdi Laribi et Félix Bingui, (patron du gang Yoda, du nom du personnage Yoda) se retrouvent face à face. Au cours d’un échange houleux, l’un des caïds reçoit plusieurs glaçons sur la tête en guise de provocation, déclenchant une bagarre générale. « Félix était alcoolisé et faisait le gros. Il a balancé un glaçon sur la tête de "Tic" et de là tout est parti en couille, ils ne se sont pas battus sur place mais depuis, ils se disputent les points de deal. » Raconte une petite main de la DZ sur procès-verbal.

#### La guerre entre Yoda et DZ Mafia
Après cette altercation, une véritable « vendetta » se met en place à la Paternelle mais aussi ailleurs dans des cités hébergeant des points de deal appartenant aux deux gangs. Plusieurs fusillades sont recensées quelques jours après cet évènement. Par exemple, le 10 février 2023, un jeune homme de 15 ans a été grièvement blessé par des tirs au fusil d'assaut à la cité de la Paternelle. La victime se trouvait près d'un point de vente de stupéfiants du quartier et faisait vraisemblablement le guet, lorsqu'elle a été fauchée par plusieurs balles aux alentours de 2 h du matin. Le premier mort de cette guerre est recensé le 15 février 2023, vers 1 h 40, lorsqu'un homme âgé de 17 ans, connu des services de police et membre de Yoda, est lynché par une trentaine de personnes dans la cité de la Paternelle, dans le 14e arrondissement de Marseille. Il décède de ses blessures quelques heures plus tard,. Le lendemain, un membre de la DZ Mafia est tué par balles à la cité des Micocouliers.
Alors qu'au départ, cette guerre opposait la DZ Mafia des frères Laribi et Madi Z. surnommé «La Brute» face à Yoda de Félix Bingui, Mamine & Gaby y voient l'opportunité de gagner plus de territoires dans la cité phocéenne en soutenant la DZ Mafia. Ce sont eux qui sont à l'origine du recrutement de Mattéo Farina, suspecté de 6 meurtres en 2023 en moins de trois semaines pour le compte de la DZ Mafia.
La nuit la plus mortelle de ce conflit se déroule du 2 au 3 avril 2023 où vers 22 h 30, une fusillade éclate cité du Castellas, dans le 15e arrondissement de Marseille, 3 hommes sont visés par balles, deux d'entre eux âgés de 21 et 23 ans sont abattus. Une seconde fusillade éclate peu après dans le quartier des Aygalades, blessant 5 hommes par balles. La Yoda serait à l'origine de ces attaques contre des membres et proches de la DZ Mafia. Puis vers 1 h du matin, une fusillade éclate rue Vincent-Leblanc, dans le quartier de la Joliette, dans le 2e arrondissement de Marseille. Un adolescent de 16 ans est abattu tandis que 2 autres âgés de 14 à 16 ans sont grièvement blessés. Le deuxième jeune âgé de 16 ans, grièvement blessé, succombera à ses blessures un mois plus tard. Mattéo Farina est accusé d'avoir commis cette fusillade pour le compte de la DZ Mafia afin de se venger de l'attaque de la Yoda survenu quelques heures plus tôt.
Peu de temps après, «La Brute», alors incarcéré au centre pénitentiaire d’Aix - Luynes 2, se fait agresser en cellule. Ce passage à tabac provoque très rapidement plusieurs fusillades dans la nuit du 12 au 13 avril 2023. En effet, vers 23h, c’est à la cité Félix Pyat, dans le 3e arrondissement, qu’une fusillade a éclaté. Un mineur aurait été touché aux membres inférieurs dans l’échange. Peu de temps après, des tirs étaient signalés au niveau du boulevard Banon, dans le 4e arrondissement, où des hommes encagoulés dans une voiture auraient pris un second véhicule pour cible. Vers minuit, c’est à la Busserine (14e arrondissement) que des coups de feu ont retenti. Une fusillade a été signalée un peu plus tard du côté de la cité Consolat, dans le 15e. Enfin, trois personnes blessées seraient à recenser dans un échange de tirs rue Caussemille, dans le quartier de la Belle-de-Mai (3e). Dans cette dernière fusillade, trois hommes âgés de 21 à 27 ans sont visés par des tirs de kalachnikov. Grièvement blessé, Samir, le plus âgé d’entre eux, succombe à ses blessures.
À la suite de ces évènements, la DZ Mafia veut enterrer une bonne fois pour toute la Yoda en s'attaquant directement à un membre très haut-placé du clan : le beau-frère de Félix Bingui, Omar B., surnommé «Scar». Pour ce faire, le cartel aurait recruté un couple de narcotrafiquants, Alicia, 24 ans et Christian, 27 ans et gérant du point du deal du Castellas tandis qu'Alicia était la responsable des livraisons du point de deal. Cette dernière est originaire du 14e arrondissement de Marseille et est entrée dans le monde du narcotrafic très jeune en raison de ses fréquentations. Début mai 2023, le couple prend connaissance de sa mission et se rend à Salou en Espagne, lieu où serait «Scar» qui réside chez un de ses associés, un dénommé Nadir alias «Morales». Pour procéder au meurtre de ces individus, la DZ Mafia utilise comme pion la prostituée que «Morales» fréquente régulièrement, prénommée Celya, afin qu'elle trahisse son client et que la DZ puisse procéder aux éliminations. Le 5 mai 2023, Christian, accompagné d'un homme surnommé «Le F.» et de deux autres personnes se rendent dans la commune espagnole pour procéder à l'élimination de «Scar» et «Morales», qui sont accompagnés de plusieurs filles. Au-moment où les deux individus déposent les filles dans un hôtel, Celya contacte directement les tueurs à gages afin de les prévenir de l'emplacement des cibles. Peu de temps après, une Renault Captur s'approche de la voiture des cibles et trois tueurs à gages se mettent à tirer sur le véhicule. Omar. B dit «Scar» et Nadir alias «Morales» sont tués au cours de cette fusillade. Les tueurs à gages parviennent à s'enfuir, hormis un dénommé Zakarie qui fut arrêté, grâce à Alicia, venue les exfiltrer.
5 jours après ces meurtres, le 10 mai 2023, Charlotte, une mère de famille de 43 ans, se trouve dans une voiture dans la Cité du Vieux-Moulin, dans le quartier de Saint-Joseph, dans le 14e arrondissement de Marseille. Une rumeur circulerait sur la possibilité que cette femme soit la mère de Celya, prostituée qui aurait renseigné la DZ Mafia sur la localisation d'Omar. B dit «Scar» et de Nadir alias «Morales». Bien que la rumeur n'ai jamais été confirmée, Charlotte est abattue tandis que deux autres personnes sont blessées vers 23 h.
Le 5 juin 2023, la DZ se fait attaquer sur une de ses terres. Vers 21 h 15, une silhouette s'approche du point de deal de la Cité du Castellas, dans le 15e arrondissement de Marseille. Le vendeur de la cité, qui travaillait pour la DZ Mafia, prenait cet individu pour un simple client puisque ce dernier était seul et à visage découvert. Mais sitôt le vendeur repéré, l'individu sort une arme pour tuer le vendeur. Ce dernier s'enfuie et se réfugie dans la mosquée du Castellas. Cela n'empêche pas le tueur de l'attraper et de l'extirper hors de la salle de prière et s’est fait tirer dessus et a été blessé au thorax. Prévenus, les secours ont alors tenté de le réanimer, en vain. Le jeune homme est décédé aux alentours de 22h30. Âgé de 18 ans, le jeune décédé n'était qu'un simple "jobeur" intérimaire qui était venu à Marseille pour travailler pour la DZ Mafia. Il était ce soir-là en remplacement d'un autre "jobeur". Un homme a été interpellé en juillet 2025, suspecté aussi d'être impliqué dans une fusillade visant des joueurs de l'OM en mai 2024.
Entre le 6 juin 2023 et le 19 juillet 2023, Marseille ne recense qu'un seul mort lié aux règlements de comptes sans pouvoir lier sa mort au conflit entre la Yoda et la DZ Mafia. Selon les autorités, 73 % des assassinats ou tentatives d'assassinat sur fond de trafic de stupéfiants cette année-là étaient liés à cette rivalité. Cependant le 20 juillet 2023, la DZ Mafia déploie une nouvelle équipe dans le but d’éliminer des membres de Yoda. Cette équipe est composée de 
Bilal, alias « R9 », ancien membre au centre de formation de l'Olympique de Marseille, désigné comme le nouveau tireur ; Tanguy, surnommé « O’Connor », un jeune originaire de Manosque, en tant que chauffeur ; et enfin un troisième individu, surnommé « M. Propre ».
- « M. Propre », nommé Imran A., serait lié à la DZ Mafia depuis le mois de juin 2023. Il est apparu dans les radars des policiers de la BRI de Marseille alors que ces derniers étaient alors chargés de surveiller une équipe de tueurs présumés du cartel. Une « équipe feu » suspectée notamment d'une fusillade en juin 2023 cité des Tourmarines et qui sera finalement interpellée quelques heures seulement après le meurtre de Dylan Guerini Tachouaft, un rival du gang, commis le 15 août 2023 dans le quartier Maison Blanche[47]. Considéré comme un membre actif de cette équipe sans pour autant faire office de tueur, Imran A. était surnommé « Monsieur Propre » en raison de son rôle de nettoyeur. Il aurait notamment été chargé de faire disparaitre ou de stocker dans de discrets box les véhicules utilisés par les tueurs[48]. Détenu depuis 2023 à Avignon-Le Pontet, Imran A., est devenu célèbre après avoir fondé le groupe DDPF (Défense des droits des prisonniers français) en avril-mai 2025. Peu après, le 25 avril 2025, le tribunal correctionnel d’Aix-en-Provence l'a condamné, lui et deux autres hommes, après sa participation à la gestion d'un important point de deal d'Aix-en-Provence[49].

Ces trois jeunes furent sous le commandement de Alicia et Christian, le couple de narcotrafiquants. Le commando entre en action dès le jour de sa création le jeudi 20 juillet 2023. Vers 21h30, l'équipe ouvre le feu sur un jeune homme âgé de 17 ans à la cité des Tourmarines, dans le quartier de la Cabucelle, dans le 15e arrondissement de Marseille. La victime a été touchée à au moins deux reprises au niveau du thorax par des balles de gros calibre, probablement tirées avec une arme de poing. Grièvement blessé, il succombe à ses blessures le week end suivant. Le 12 aout 2023, vers 4 h 30, l’équipe tue un homme âgé d’une quarantaine d’années à la kalachnikov, devant une boîte de nuit du quartier de La Pomme, dans le 11e arrondissement de Marseille.
L'équipe de tueurs de la DZ Mafia, tout juste recrutée, et Christian sont interpelés le 16 août 2023 à la suite du meurtre de Dylan, un ancien membre de la DZ Mafia qui a préféré se rapprocher de Yoda. Le meurtre s'était déroulé dans le 14e arrondissement de Marseille dans le quartier de Maison Blanche. À ce moment-là, Alicia se voit monter à la tête du trafic à la Cité du Castellas.
Pour se venger, le 13 août 2023, un membre haut-placé de la DZ Mafia surnommé «Moustique» meurt "un chargeur vidé sur lui" dans la cité de la Cayolle. Sa tête aurait été mise à prix 4.000 euros selon une conversation interceptée dans une voiture.
Le 11 novembre 2023, une fusillade a lieu dans le 16e arrondissement de Marseille, sur le parking d'un Mcdonald's. À bord d'une voiture, au moins une personne a ouvert le feu sur une autre voiture garée sur le parking. Une vingtaine de douilles de 7.62, une arme de type Kalachnikov, ont été retrouvées sur place. Dans la voiture visée, il y avait cinq personnes. Un homme de 22 ans, Eddy, et une femme de 25 ans, Éléonore, sont décédés (cette dernière est une victime collatérale de la fusillade, n'ayant aucun antécédent judiciaire). « Mamine » serait à l'origine de cette fusillade.
Malgré ces arrestations, la guerre touche quasiment à sa fin. La Yoda a perdu trop de membres dans cette guerre avec la mort de «Scar» et de l'interpellation de Mohammed, numéro 2 du clan, en juillet 2023, il ne restait plus que Félix Bingui. Mais la DZ aussi connaît des bas avec notamment l'interpellation d'Alicia et d'une dizaine de personnes le 12 janvier 2024 à la suite de l'assassinat de Jason, un membre de Yoda, abbatu vers 23 h 30 le 31 août 2023, à la kalachnikov, à la cité des Micocouliers, dans le 14e arrondissement de Marseille.
Jusqu'à l'arrestation de Félix Bingui en mars 2024, la DZ sort victorieuse du conflit, au prix de 35 morts, principalement des contrats délégués à de jeunes tueurs sur le territoire métropolitain et en Espagne. Forte de ce succès sanglant, la DZ cherche depuis à prendre le pouvoir sur le narcotrafic à Marseille, à s'implanter sur l'ensemble du territoire français et à diversifier ses activités criminelles dans une dérive mafieuse.
Cette guerre aura causé de nombreuses morts n'ayant rien à voir avec le conflit entre les deux gangs. Socayna, une jeune femme de 24 ans, a perdu la vie le 10 septembre 2023 après avoir reçu des tirs de kalachnikov lancés à l'aveugle, dans le quartier Saint-Thys dans le 10e arrondissement de Marseille. Un mineur de 16 ans a été mis en examen pour assassinat.

### Guerre de gang avec la ZUP Sud à Nîmes (2023)

#### Contexte
Au-cours des années 2013-2014, l'un des points de deal les plus lucratifs de Nîmes se trouve dans le quartier de Pissevin sous le nom de Wagner. Ce point de deal était contrôlé à ses débuts par Pierre Guest, alias «Pierrus». Il possédait le point de deal jusqu'en 2017, année de son arrestation et incarcération dans le centre pénitentiaire de Béziers dans l'Hérault.
Dès son arrestation et incarcération, de nouveaux narcotrafiquants ont tenté de prendre le contrôle de ses territoires. Tout d'abord, des Comoriens originaires de la cité des Oliviers, dans le 13e arrondissement de Marseille, ont pris le contrôle de Wagner durant une courte durée avant d'être écarté par deux frères algériens originaires de la ZUP, les frères Khatir et Djilali Loualich. Mais, depuis sa cellule, Pierre Guest n'apprécie guère sa perte de contrôle sur Wagner. Il s'allie alors en 2020 avec les patrons d'une autre cité nîmoise, celle du Mas de Mingue, les frères Nadir et Sofiane. L'une des premières tentatives de meurtre sur la bande des Loualich date du 9 février 2020, date à laquelle un commando a débarqué aux alentours de 21 h 30 dans le quartier Pissevin et a tiré tous azimuts. 3 hommes ont été blessés aux abords de la galerie Richard-Wagner. Peu après cet évènement, et grâce à des investigations policières, Khatir et Djilali Loualich se font arrêter. Kahtir est condamné à purger une peine de 7 ans et Djilali une peine de 18 mois. Malgré cela, ce sont des jeunes de la bande des Loualich qui reprennent le contrôle de Wagner. Pour autant, les jeunes se sont rapidement séparé des Loualich, ce qui a provoqué la colère des frères Loualich les poussant donc à entamer une guerre pour reprendre Wagner. En apprenant cela, les frères Nadir et Sofiane envisagent de tenter une nouvelle prise de contrôle du point de deal. Cette fois-ci, ils auront l'aide de la DZ Mafia.

#### Premiers contacts avec la DZ Mafia
En effet, durant son incarcération à la prison de Luynes, Nadir a fait la rencontre de Madi Z. alias «La Brute», avec lequel il a conclu une alliance. En plus de cette alliance, les trafiquants des Oliviers A se joignent aussi. Cette alliance contrôle déjà la ZUP Nord (Valdegour). Ainsi, une nouvelle guerre en 2023 débute entre la ZUP Nord de Valdegour aidé par le Mas de Mingue, la DZ et les Oliviers A face aux trafiquants de la ZUP Sud Pissevin.

#### La guerre de gang à Nîmes
Le 21 août 2023, un commando de l'alliance entre les Marseillais et les Nîmois se rend dans la ZUP Sud et une fusillade éclate vers 23h15 au niveau de la galerie Richard Wagner où un homme (et ses neveux) vient de garer sa voiture pour rentrer au domicile familial tout proche du point de deal Wagner. Ce soir-là, au moment où l'homme s'apprête à rentrer chez lui, plusieurs hommes armés ouvrent le feu en direction de sa voiture. L’oncle et ses neveux qui se trouvent à l’arrière de la voiture sont pris sous les balles. Le conducteur, âgé de 27 ans, démarre sa voiture en trombe et tente de se rendre à l’hôpital. Il est touché dans le dos par trois balles. Son neveu Fayed, âgé de 10 ans, a été touché d’une balle qui s’est logée au niveau du rachis cervical et l'a tué sur le coup. Son oncle, lui, s’en tirera mais il sera totalement traumatisé ; un autre enfant, présent dans la voiture, n’a subi aucune blessure physique, il s’agirait du frère de Fayed. La véritable cible de cette fusillade est tuée, quant à elle, le 24 août 2023 vers 3 h 30 du matin, quelques jours plus tard seulement après la mort de Fayed. La victime est âgé de 18 ans et se nomme Mohammed. L'un des tueurs, nommé Rayan et âgé de 17 ans, meurt dans un accident de voiture près du quartier du Chemin-bas d'Avignon dans la nuit du 22 au 23 septembre à Nîmes.
Après ces attaques, c'est l'alliance entre la ZUP Nord de Valdegour aidée par le Mas de Mingue, la DZ et les Oliviers A qui triomphe et permet à la DZ Mafia de s'étendre dans le chef-lieu du Gard.

### Guerre de gang contre Les Blacks (depuis 2024)

#### Contexte
À la suite de l'affaire du meurtre d'un chauffeur de VTC dans le 3e arrondissement de Marseille, tué à tort par un jeune de 14 ans pour le compte de la DZ Mafia le 2 octobre 2024, le procureur de la République de Marseille, Nicolas Bessone, confirme lors d'une conférence de presse tenue le 6 octobre 2024 le lien entre ce meurtre et l'existence d'un conflit actuel opposant, dans le 3e arrondissement de Marseille, la DZ Mafia et le clan dit 'des Blacks' de la cité Félix-Pyat, notamment pour la prise de contrôle du point de deal de la cité du Moulin-de-Mai. Il affirme par ailleurs que « l'immense majorité des règlements de comptes, des 'narchomicides', qu'a subis l'agglomération marseillaise en 2024, sont liés de près ou de loin à ce conflit »..
La police marseillaise est prévenue de la localisation du tueur de 14 ans par le commanditaire de l’assassinat lui-même, Hassen, 23 ans et en prison lors des faits.
Le mercredi 9 octobre 2024, dans une vidéo postée sur les réseaux sociaux, la DZ Mafia dément toute responsabilité dans la mort du chauffeur VTC, affirmant que cet incident a été orchestré dans le but de porter atteinte à son image. Ils expliquent également que le détenu se réclamant de la DZ Mafia serait un « mythomane ». Le mode opératoire ne « correspond en rien », de « l’enfant de 14 ans » à « l’utilisation d’un VTC pour commettre un crime ».
Selon les observateurs, cette séquence médiatique constitue un événement fondateur dans l'histoire de la DZ. « Elle a désormais la prétention de devenir une mafia française, en s'inscrivant dans la société et en défiant l'État, soupire un magistrat marseillais. On passe un cap inquiétant. ».
Une cible qu visait la DZ Mafia et qui met en lumière les liens que le clan a avec Mohamed Amra concerne le contrat sur Chaer Ali Mohamed, alias « 46 », figure du clan des « Blacks », dernier bastion de résistance face à la DZ à Marseille. Des échanges entre Mohamed Amra et Amine O. montrent que ce contrat était prêt à être réalisé. Les enquêteurs notent qu'Amine O. semblait disposer d’informations personnelles sur la mère, la sœur et le beau-frère de ce rival, renforçant les soupçons de menaces planifiées contre les familles.

## Expansion au-delà de la région PACA, Europe et Maghreb

### En France
Rudy Manna, porte-parole du syndicat Alliance Police Sud, explique que la DZ Mafia cherche à élargir son emprise sur le marché lucratif du trafic de stupéfiants, motivée par les gains financiers potentiels. Le trafic de drogue génère des millions d’euros chaque mois, incitant les membres du gang à étendre leurs activités dans d’autres villes de la Méditerranée et partout en France.
Nîmes, ville impactée par le trafic depuis des années, a connu plusieurs fusillades impliquant la DZ Mafia. C'est en particulier la faction de «La Brute» qui est impliquée après s'être allié à deux clans nîmois : celui du Mas-de-Mingue et celui de la ZUP Nord contre ceux de la ZUP Sud.
Le 27 février 2024, la préfecture du Var, prend un arrêté interdisant la venue de tous les individus connus pour trafic de stupéfiants dans les Bouches-du-Rhône, afin d'endiguer l'intrusion de la DZ Mafia sur le marché hyérois. Ils ne pourront ni circuler, ni stationner sans motif légitime, selon les dires du Préfet,. Le 18 juin 2024, sept individus originaires d'Aubagne et de Marseille, membres de la DZ Mafia, sont interpellées par la DCOS (division de la criminalité organisée et spécialisée, ex-police judiciaire) dans le cadre de l'enquête sur la multiplication des fusillades attribuées à la tentative de la DZ Mafia de prendre le contrôle d'un point de revente dans le quartier du Val des Rougières à Hyères ; en octobre 2024, 19 personnes avaient été incarcérées dans le cadre de cette enquête.
Le travail au long cours de la police judiciaire a lui aussi payé, avec le démantèlement de nombreuses équipes de jeunes tueurs à gages. Le procureur de la République de Marseille affirmait par exemple en juin 2024 que sur toute l'année 2023, 189 personnes avaient été mises en examen pour des faits liés aux règlements de comptes sur fond de trafic de drogue.
Selon un enquêteur contacté par France info, la DZ Mafia continue cependant d'étendre son influence bien au-delà de Marseille et contrôle en septembre 2024 des points de deal à Sète, Avignon, Valence, Rennes, et même Toulouse,.

### Infiltration dans la région de Bruxelles-Capitale
Le 12 février 2025, le ministre de l’Intérieur belge a confirmé les liens entre les fusillades survenues une semaine auparavant près de la station de métro Clémenceau (Anderlecht) et la mafia "algéro-marseillaise", nom donné pour désigner la DZ Mafia. Il a également indiqué son souhait de recourir à des militaires pour des « missions statiques ».
En mars 2025, une autre affaire judiciaire implique la DZ Mafia en Belgique : dix Français sont arrêtés le lundi 9 mars par la police fédérale belge. Huit des neuf adultes interpellés sont accusés d'avoir préparé le kidnapping, la séquestration et la torture du millionnaire belge du milieu de la cryptomonnaie Stéphane Winkel (ou un de ses proches), et sont incarcérés pour « tentative de vol avec violences en bande et association de malfaiteurs en vue de commettre un crime ». Selon le quotidien belge La Dernière Heure, certains des suspects auraient évoqué en audition un commanditaire lié à la DZ Mafia.

### Au Maroc
À Marrakech, la chambre correctionnelle près le tribunal de première instance a rendu en juin 2025 son verdict contre des membres de la DZ Mafia. Les quatre membres sont d’origine algérienne, marocaine et française. Ils ont été arrêtés dans une boîte de nuit située à Marrakech, à la suite d’une rixe sanglante. Chacun d’eux a écopé de huit ans de prison ferme assortie d’une amende de vingt mille dirhams et ce, après avoir été jugé coupable pour trafic à l’échelle internationale de la drogue, menace, coups et blessures. En effet, la bagarre a éclaté entre les membres de cette bande sur fond de conflit concernant le contrôle des zones de distribution de la drogue entre Marseille et Marrakech.

## Partenaires et alliés
Devenu un cartel à la française, une sorte de label criminel, la DZ dispose désormais de multiples canaux d'acheminement de la drogue — haschich, cannabis et cocaïne — en nouant des partenariats avec des groupes criminels puissants et ne se contente plus d'importer depuis le Maghreb. Selon plusieurs sources policières, elle entretient des relations commerciales avec la Mocro Maffia, l'organisation criminelle européenne basée aux Pays-Bas, la 'Ndrangheta italienne et les réseaux entre le port du Havre (Seine-Maritime) et l'Amérique latine.[réf. nécessaire]. Elle se rapproche du fonctionnement des cartels sud américains.
La DZ Mafia se procure principalement de la cocaïne grâce à des réseaux de fournisseurs belges, néerlandais et espagnols. Selon un enquêteur, interrogé par Le Monde : « La DZ Mafia est un cartel au sens que c’est bel et bien une entente, une fédération d’associations criminelles, ce qui permet à d’autres d’obtenir de sa part, selon les cas, un appui logistique avec fourniture de main-d’œuvre, un soutien ou un simple “laisser-faire” tant qu’il n’y a pas d’opposition d’intérêts ».[style à revoir]

## Autres activités de la DZ Mafia

### Attaques de prisons et de personnes dépositaires de l'ordre public
La France connaît une série d'attaques durant 3 nuits consécutives contre des centres pénitentiaires durant le mois d'avril 2025. Des narcotrafiquants issus de la DZ Mafia sont suspectés d'avoir organisé ces attaques. En plus des attaques sur des centres pénitentiaires, les forces de l'ordre sont aussi visés par la DZ. Le 10 mai 2025, peu après minuit, un gendarme de 27 ans a été la cible d’une tentative d’assassinat particulièrement violente à Aix-en-Provence. Criblé de balles alors qu’il rentrait chez ses parents, il a survécu à ses blessures mais restera lourdement handicapé. L’affaire a pris une tournure explosive lorsqu’au cours de son audition, la victime a affirmé que ses agresseurs auraient revendiqué leur appartenance à la DZ Mafia, un groupe de narcotrafiquants marseillais bien connu des services de renseignement. Les auteurs, en fuite, auraient crié le nom du gendarme pendant l’attaque, proférant des menaces explicites, ce qui tend à confirmer qu’il s’agissait bien d’un ciblage volontaire. Au-delà de l’attaque elle-même, la menace continue : la famille du gendarme a récemment découvert sur un véhicule un tag menaçant, « Tié le prochain », témoignant de la persistance de l’intimidation.
Originaire d’Aix mais en poste en Seine-Saint-Denis, le jeune militaire a été visé à la jambe, au pied et aux fesses, selon un mode opératoire surnommé la « jambisation », fréquemment utilisé dans les règlements de comptes liés au narcobanditisme,.
Après cette série d’attaques visant des prisons, le lundi 28 avril 2025, 25 personnes sont interpellées lors d’une vaste opération menée dans plusieurs départements, impliquant plus de 200 enquêteurs. Parmi elles, un détenu de 23 ans, Imran A., ancien tueur et gérant de point de deal de la DZ Mafia, est considéré par les enquêteurs comme l’un des donneurs d’ordre présumés. Imran A. était un détenu du centre pénitentiaire du Pontet (Vaucluse), déjà mis en examen dans deux affaires de meurtre, et aurait été à l'origine de la création de la boucle Telegram « Défense des droits des prisonniers français » mais en affirmant dans un premier temps qu’il voulait uniquement manifester son désaccord avec la nouvelle politique pénale de Gérald Darmanin, sans cautionner aucune violence. Une position qui a finalement évolué au cours des auditions, Imran A. se présentant comme un “simple exécutant” dans la vague d’agressions et de dégradation signées "DDPF", son rôle se limitant à être chargé de la médiatisation des actions par deux commanditaires dont le petit soldat de DZ mafia affirme ne connaître que les pseudos sur Signal, "Diego" et "Koala".
Plusieurs mineurs figurent également parmi les interpellés.

### Immersion dans la vie politique
Le gang est même soupçonné d’avoir des ambitions plus larges, notamment dans le domaine politique. Une source judiciaire confie au Monde que certains membres pourraient chercher à infiltrer le milieu politique pour sécuriser leur emprise sur la région. «Sans véritable opposition, ceux qui tiennent ce cartel vont multiplier les extorsions au-delà des rappeurs et, pourquoi pas, demain financer des campagnes électorales pour s’attirer la complaisance de certains politiques», prévient un observateur interrogé par nos confrères.

### Tueurs à gages

#### Affaire des Baumettes (novembre-décembre 2024)
La DZ recrute des tueurs à gages comme elle l'avait fait pour Mattéo Farina. Une autre affaire qui avait marqué les autorités marseillaises s'est déroulé dès le 29 novembre 2024, où Gabriel O. alias «Gaby», est passé devant la commission de discipline de la prison des Baumettes et a été condamné à 20 jours à d'isolement. À la suite de cette condamnation, Gabriel O. aurait insulté la directrice et directeur adjoint de la maison d'arrêt des Baumettes. «Gaby» se serait plaint de ses conditions de détention et aurait même entamé une grève de la faim. Après cela, la DZ Mafia a émis un contrat de 120 000 euros sur la tête du directeur adjoint de la prison, sur Tiktok en mentionnant son adresse personnelle. La directrice de la maison d'arrêt, Karine Lagier, a elle aussi été menacée de mort. Le 2 décembre 2024, vers 2 h du matin, une équipe de la BAC surveille une voiture où se trouvent deux individus cagoulés aux abords du domicile du directeur adjoint. Une course poursuite démarre, les deux individus, un originaire d'Avignon et l'autre du Val - d'Oise finissent par se faire interpeller avec des armes sur eux. Dans un communiqué, le parquet de Marseille indique avoir "ouvert une enquête à la suite de manœuvres d’intimidation et de menaces à l’encontre du personnel pénitentiaire de la maison d’arrêt des Baumettes". Après leur garde-à-vue, ils ont été déférés et mis en examen pour "tentative d'homicide volontaire avec préméditation ou guet-apens". Il est transféré à la prison d'Arles après cet épisode.
Depuis cet épisode, le directeur adjoint vit sous protection policière et a été affecté dans un autre complexe pénitentiaire.

### Menaces d'extorsions et «Taxe DZ Mafia»
Alors que la DZ Mafia agissait principalement dans le narcobanditisme et narcoterrorisme[réf. nécessaire], le groupe criminel se diversifie dans l'extorsion et le racket. Le cartel de la drogue, qui bénéficie d’une certaine hégémonie sur le trafic de stupéfiants à Marseille, et bien au delà se spécialiserait désormais dans les extorsions de commerces et d’établissements partout dans le sud de la France. En effet, le 26 août 2024, au petit matin, une fusillade à l'arme lourde a lieu sur la route dans le quartier du Grand Travers, à Mauguio-Carnon, à la suite d'un showcase du rappeur SCH dans une discothèque de La Grande-Motte, un kilomètre plus loin. Quatre personnes sont dans le véhicule d'où partent les tirs. Ils font un mort, le passager, et un blessé dont le pronostic vital est engagé, le chauffeur du véhicule. Tous deux font partie de l'entourage du rappeur. SCH est a priori visé, mais a changé de voiture à la fin de sa prestation, ce qui lui a possiblement sauvé la vie. Selon des sources proches du dossier cité par Le Parisien, cette tentative de meurtre suivrait le mode opératoire de la DZ Mafia. SCH avouera même auprès de gendarmes qu'il était victime de tentatives d'extorsion depuis plusieurs mois. Quelques mois plus tard, à la suite de l'arrestation de Mohamed Amra, un détenu français qui s'était évadé le 14 mai 2024 au péage d'Incarville et retrouvé en Roumanie, des investigations sur son téléphone ont montré que le détenuu était proche de la DZ Mafia. « La Mouche » évoque l'organisation du kidnapping d'un rappeur, possiblement SCH, pour le compte de la DZ,.
Dans la nuit du 31 octobre au 1er novembre 2024, une fusillade a lieu devant la boîte de nuit "Seven" à Saint-Péray, en Ardèche. Cette attaque provoque la mort de Nicolas Dumas, un rugbyman de 20 ans du club de Romans-sur-Isère, tué par une balle perdue. Le tireur présumé de la fusillade a été identifié à partir d'une capture d'écran d'une vidéosurveillance du guichet SNCF de la gare de Valence (Drôme). Le fugitif soupçonné se trouvait dans la cité de la Bricarde, un lieu de deal important de Marseille, quand les policiers de la BAC Nord l'ont interpellé. Les magistrats de la Juridiction interrégionale spécialisée (Jirs) de Marseille désormais chargée de l'enquête pensent que le raid meurtrier du commando en Ardèche aurait pu être commandité depuis Marseille, par la DZ Mafia qui harcèle plusieurs boîtes de nuits depuis des mois pour les obliger à payer des dettes.
Le 20 avril 2025, une enquête a été ouverte pour « association de malfaiteurs » et « extorsion en bande organisée » à la suite de menaces reçues de la part de personnes réclamant 300 000 euros au rappeur Naza et son manager.

### Cambriolages et vols
La DZ Mafia s'est aussi spécialisée, plus récemment[Quand ?], dans les cambriolages et les vols afin d'obtenir davantage de sources de financements. Le 28 janvier 2024, quatre personnes s’étaient introduites au domicile d’un couple à La Seyne-sur-Mer, pour leur voler de l’argent liquide dans des coffres. Cette agression, commanditée depuis la prison par un détenu « présenté comme étant un membre de la DZ Mafia », selon le procureur de Toulon, a entraîné l’interpellation et la mise en examen de huit personnes. Le 26 décembre 2024, deux membres supposés de la mafia se sont présentés au domicile d’un couple pour y faire un home-jacking, sur la commune de Serre-les-Sapins (Doubs). Ils sont parvenus à rentrer dans la maison avant de frapper les deux victimes. À l’issue d’une longue enquête, ils ont été interpellés et seront jugés au mois de juin.
La DZ s'en prend aussi aux petit commerces. Dans la nuit du 12 novembre 2024, deux individus âgés d’une vingtaine d’années ont été interpellés dans le 4e arrondissement de la cité phocéenne après le braquage d’une épicerie, a appris Le Figaro de sources concordantes. Le cartel de la drogue, qui bénéficie d’une certaine hégémonie sur le trafic de stupéfiants à Marseille, se spécialiserait désormais dans le racket de commerces et d’établissements partout dans le sud de la France.

### Affaires et trafics sexuels
Outre les assassinats commandités depuis la prison, la DZ est aussi soupçonnée de commander des viols et meurtres au sein même d'établissements pénitentiaires, notamment à Aix-Luynes, où nombre de membres du clan rival, Yoda, sont incarcérés. Ainsi, un détenu affilié à la DZ y a été surpris en train d'imposer des sévices sexuels à un autre prisonnier, le tout sur les instructions en temps réel d'un commanditaire sur Snapchat.
À Toulouse, Jennifer Pailhé, fondatrice de l’association “Nos Ados Oubliés”, alerte sur les menaces que subissent des mères d’ex-prostituées mineures ciblées par la DZ Mafia. Toutes les mamans que l’association suit ont effectué des demandes de relogement. Aucune n’a abouti. Selon elle « Plusieurs d’entre elles sont menacées par la DZ Mafia ou par des individus se réclamant de ce groupe. Elles reçoivent énormément de messages via les réseaux sociaux. De faux comptes les ajoutent sur Snapchat ou Instagram. Cela suppose que ces auteurs connaissent leurs adresses et leur identité. Les agresseurs profèrent des menaces explicites, allant jusqu’à évoquer des violences physiques ou une mise en prostitution. Certains envoient des points GPS pour prouver qu’ils savent où se trouvent leurs filles ; d’autres vont jusqu’à envoyer des photos de leurs parties intimes. »

## Membres
Sur la totalité des personnes mises en examen en 2023 pour homicides volontaires ou tentatives d'homicides volontaires, 11 % étaient des mineurs (soit six au total) et 51 % étaient âgés de 18 à 21 ans, selon le procureur.
Selon la police judiciaire de Marseille, la DZ Mafia fonctionne comme une véritable organisation mafieuse : une équipe dirigeante, plusieurs chefs, dont certains sont en détention.